# Sin Parar
Sin Parar (Non-stop) est une marque de barres chocolatées et de crème glacée appartenant à Nestlé. Ils sont commercialisés au Brésil, au Mexique et au Pérou ; les adolescents constituent leur cœur de cible.